# Giovanni Sarnelli
Giovanni Sarnelli (Napoli, 1714 – Napoli, 27 maggio 1793) è stato un pittore italiano, di scuola napoletana, il cui operato è riconducibile all'epoca del tardo-barocco.
È giusto dire, prima di ogni cosa, che un ruolo decisivo nella riscoperta della personalità e della produzione artistica dei fratelli Sarnelli è stato giocato in anni recenti dallo studioso Ugo Di Furia.
Giovanni fu uno di almeno quattro fratelli, sono documentati infatti anche: Antonio (colui che ebbe maggiore successo artistico) e Gennaro (1704-1731), i quali come Giovanni furono pittori formatisi in età adolescenziale presso la bottega di un anziano Paolo De Matteis, e Ferdinando (l'unico a svolgere un'altra carriera, quella di impiegato presso il Banco di San Giacomo). Il loro padre, Onofrio, fu ufficiale d'armi.
Con il fratello Antonio collaborò frequentemente nell’intero corso della loro lunga carriera, con una serie di opere eseguite in coppia, riconoscibili in quanto siglate con il solo cognome. Numerosi sono anche i dipinti eseguiti da solo documentati a partire dal 1738. Egli però non diventò mai pittore "a tempo pieno", in quanto alla morte del padre nel 1752 lo sostituì nella sua mansione.
Attraverso documenti di pagamento del 1747, sappiamo che egli realizzò il ritratto del cardinale Raniero Simonetti e le quattro tele, raffiguranti putti con i simboli della confraternita, presso l'Oratorio della Compagnia dei Bianchi della Giustizia (pagina 237). Tra il 1748 e il 1751 lavorò con Antonio nel Palazzo Partanna, eseguendo una serie di affreschi distrutti dai bombardamenti della Seconda Guerra Mondiale. Nel 1750 i fratelli affrescarono la volta del salone della Biblioteca della Casa Professa. Ulteriore collaborazione a quattro mani fu quella per la cappella e alcuni interni del Palazzo Spinelli di Laurino. Nel 1766 eseguì una Sant'Anna con San Gioacchino e San Francesco per l'altare maggiore della chiesa di Sant'Anna a Sessa Aurunca. Realizzò in più fasi alcune opere per la Basilica santuario di Santa Maria del Carmine Maggiore. Al 1770 risalgono, invece, il Cristo Risorto e l' Annunciazione ancora presenti nella Chiesa madre di Melito. Firmata e datata 1784 è la Madonna del Carmine con le sante Caterina da Siena e Caterina d'Alessandria, ritenuta una delle sue opere migliori, per la Chiesa dei Santi Pietro e Paolo di Montecorvino Rovella. L'ultima committenza di un certo prestigio fu la Conversione di San Paolo, realizzata nel 1787 per la Chiesa della Missione ai Vergini.
Spirò il 27 maggio 1793, a 79 anni.

## Opere (elenco non esaustivo)
- L'Assunta (tela, 1747), Arciconfaternita dell'Assunta in Cielo ai Quartieri Spagnoli, Napoli
- Trionfo della Fede sulle eresie (affresco in collaborazione con Antonio, 1750), già Casa Professa del Gesù Nuovo, Napoli
- Ritratto del Cardinale Raniero Simonetti (tela, 1747), Oratorio della Compagnia dei Bianchi della Giustizia, Napoli
- Putti con i simboli della Confraternita (quattro tele, 1747), Oratorio della Compagnia dei Bianchi della Giustizia, Napoli
- Tre Scene della vita del Beato Franco (tre tele, 1763), Basilica di Santa Maria del Carmine Maggiore, Napoli
- Cristo Risorto, L'Annunciazione (tele, 1770), Chiesa di Santa Maria delle Grazie, Melito di Napoli
- Madonna del Rosario (tela, 1770), Chiesa dell'Annunziata (Giugliano), Giugliano
- San Pietro salvato dalle acque (tela, 1770), Chiesa dell'Annunziata (Giugliano), Giugliano
- Messa di San Gregorio (tela, 1774), Basilica di Santa Maria del Carmine Maggiore, Napoli
- Crocifissione (tela trafugata in anni recenti, 1778), Chiesa della Santissima Trinità, Eboli
- Madonna del Carmine con le sante Caterina da Siena e Caterina d'Alessandria (tela, 1784), Chiesa dei Santi Pietro e Paolo, Montecorvino Rovella
- L' Arcangelo Raffaele e Tobiolo (tela, 1785), Chiesa di San Giorgio, Somma Vesuviana
- San Giuseppe con il Bambino (tela, 1787), Arciconfraternita di San Giuseppe dei Nudi, Napoli
- La Conversione di San Paolo (tela, 1787), Chiesa della Missione ai Vergini, Napoli
- Due Storie del Profeta Elia (tele), Basilica di Santa Maria del Carmine Maggiore, Napoli